# Michel Ouellette
Pour l’article homonyme, voir Michel Ouellet.
Michel Ouellette est un écrivain et dramaturge franco-ontarien.

## Biographie
Originaire de Smooth Rock Falls (nord de l’Ontario), Michel Ouellette a vécu à Kapuskasing et à Toronto. Depuis 1994, il habite Gatineau (Québec). S'intéressant à l'écriture dramatique dès l'adolescence, Michel Ouellette complète un baccalauréat, une maîtrise et un doctorat en lettres françaises à l'Université d'Ottawa, institution où il sera plus tard professeur à temps partiel.
Entre 1990 et 1992, des bourses du Conseil des arts de l'Ontario permettent à Michel Ouellette d'être dramaturge en résidence au Théâtre Trillium et au Théâtre du Nouvel Ontario. Après un séjour de trois mois à Limoges comme écrivain-résidant au Festival international des francophonies en Limousin, il revient à l'Université d'Ottawa comme auteur en résidence au Département de lettres françaises en 1998. L'année suivante, il est auteur invité par la Fabrique du Théâtre, en Belgique. En 2000, il est l'un des auteurs en résidence du Centre des auteurs dramatiques.
Auteur prolifique, ses œuvres sont présentées et lues entre autres par le Théâtre du Nouvel Ontario, le Théâtre du Trillium, le Théâtre de La Catapulte, Vox Théâtre et le Théâtre d'Aujourd'hui. Sa pièce French Town (1994), emblématique de la littérature franco-ontarienne de l'identité, se mérite le Prix du Gouverneur général,.
Tout au long de sa carrière, Michel Ouellette s'implique dans de nombreux organismes culturels. Il est le secrétaire-trésorier de Théâtre Action en 1990-1991, puis président entre 1991 et 1995, rôle qu'il endosse à nouveau à partir de 2000. Entre 1998 et 2000, il occupe le poste de vice-président de l'Association des auteurs et auteures de l'Ontario français. Par ailleurs, il est membre de l'Association québécoise des auteurs dramatiques et du Centre des auteurs dramatiques.
Un fonds d'archives portant sur la vie professionnelle et l’œuvre de Michel Ouellette est conservé par le Centre de recherche en civilisation canadienne-française de l'Université d'Ottawa.

## Thématique et esthétique
Dans la pièce French Town (1994), Michel Ouellette exprime les contradictions et l'ambivalence de la société et de l'identité franco-ontarienne par le biais d'un drame entre deux frères et une sœur, l'un voulant s'éloigner de son milieu d'origine, la fille voulant au contraire s'ancrer dans le monde franco-ontarien et l'autre frère, déraciné, voulant y revenir. Dans Le Testament du couturier (2002), il traite des enjeux de l'itinérance et des rapports entre être humains, dans un lieu indéterminé, dans une approche plus sociale qu'identitaire, se rapprochant de la fable ou du mythe. Il se tourne ensuite davantage vers un questionnement plus métaphysique, avec Iphigénie en trichromie et Achille en colère (2009).

## Œuvres

### Théâtre
- 1992 : Corbeaux en exil, Le Nordir
- 1994 : French Town, Le Nordir, Prix du Gouverneur général
- 1995 : Le Bateleur, Le Nordir
- 1997 : L’Homme effacé, Le Nordir
- 1999 : La Dernière Fugue, suivi de Duel et King Edward, Le Nordir
- 1999 : Roman Tombeaux, L’Interligne
- 2001 : Requiem suivi de Fausse route, Le Nordir
- 2002 : Le Testament du couturier, Le Nordir, Prix Trillium
- 2007 : Willy Graf, Prise de parole
- 2010 : Fractures du dimanche, Prise de parole
- 2011 : La Guerre au ventre, Le Nordir
- 2011 : Dans le ventre de l'ogre, Bouton d'or
- 2013: ABC démolition, Prise de parole
- 2015: La fille d'argile, Prise de parole
- 2018: Le dire de Di, Prise de parole

### Beaux livres
- 1995 : Cent bornes, en collaboration avec Laurent Vaillancourt, Prise de parole,

### Récits poétiques
- 2002 : Symphonie pour douze violoncellistes et un chien enragé, avec Michel Louis Beauchamp et Louise Nolan, Le Nordir,
- 2006 : Frères d’hiver, Prise de parole
- 2016: Pliures, Prise de parole

### Romans
- 2017: Trompeuses lumières, Prise de parole
- 2020: Montjoie, Éditions Prise de parole

### Livres jeunesse
- 2013: Capitaine Baboune, Bouton d'or Acadie
- 2021: Le retour du capitaine Baboune, Bouton d'or Acadie

## Honneurs[5]
- Prix littéraire du Gouverneur général (1994)
- Prix du Consulat général de France à Toronto (1995)
- Prix littéraire Trillium (2003)
- Prix littéraire Michel-Tremblay (2011)